# Déjame decir que te amo
Déjame decir que te amo è il primo album in studio del cantante guatemalteco Ricardo Arjona, pubblicato nel 1985.

## Tracce
1. Déjame decir que te amo – 4:20
2. Por amor – 3:44
3. Monotonía – 2:58
4. Y ahora tú te me vas – 3:37
5. No renunciaré – 4:15
6. Vete con el sol – 4:22
7. Romeo y Julieta – 3:48
8. Hay amor – 3:45
9. Se ha ido el amor – 4:13
10. Ladrón – 2:12